# Щоденники Гітлера
Щоденники Гітлера — відома підробка, яка наробила багато галасу у пресі 80-х років XX століття і успішно пройшла ряд первинних перевірок. Була куплена за 9 мільйонів західнонімецьких марок у антиквара з Штутгарта Конрада Куяу (він же Фішер) і опублікована журналом «Штерн».
Фальшивка претендувала на те, що є власноруч написаними Адольфом Гітлером щоденниками за 1932—1945 рр., включаючи окремий блокнот, який нібито розкриває таємницю перельоту Рудольфа Гесса в Англію. Однак насправді «щоденники» були написані відомим містифікатором Конрадом Куяу, а твердження про те, що вони нібито були знайдені в уламках літака, що розбився в квітні 1945 під Дрезденом і потім таємно переправлені в ФРН з НДР, виявилися брехнею.

## Історія фальшивки
Співробітник «Штерна» Герд Хайдеман повірив Куяу, що його брат, офіцер східнонімецької армії, переправив на Захід раніше невідомі документи з архіву Гітлера. Куяу тримав у Штутгарті магазин, що торгував фашистською символікою. Герд Хайдеман два роки переконував начальство заплатити за щоденники 9000000 марок (3,7 мільйонів доларів). У результаті журнал «Штерн» довірився Хайдеманну, який 32 роки пропрацював в журналі. За свою роль в угоді репортер отримав 1,5 мільйона марок.
«Штерн» 25 квітня 1983 повідомив про публікацію ексклюзивного матеріалу. На 42 сторінках журнал надрукував уривки з щоденників — за першою публікацією протягом 18 місяців повинні були вийти ще 28. Тираж «Штерна» виріс відразу на 300 000 після першої публікації. Тижневик «Санді Таймс» заплатив 400 000 доларів за право публікації щоденників у Великій Британії і країнах Співдружності. Французька «Парі Матч» та італійська «Панорама» також планували надрукувати їх.
«Штерн», публікуючи матеріали, посилався на думки істориків Хью Тревора-Ропера і Герхарда Уайнберга. Але вони згодом заявили, що побіжно ознайомилися з щоденниками і тому засвідчили, що, на їхню думку, вони справжні.
Перша серйозна експертиза була проведена лише через місяць після публікації. Під час переговорів щодо придбання права на публікацію щоденників у США і Великій Британії спеціаліст-почеркознавець з Нью-Йорка, який був найнятий журналом «Ньюсуїк», дав однозначний висновок, що це підробка. Більш того, він сказав: «Це не просто підробка, це ще й погана підробка».
Подальші дослідження фахівців підтвердили його висновки. Папір, чорнило, клей у палітурках і штучна шкіра обкладинок належала до післявоєнного часу. З'ясувалося, що Куяу за кілька місяців власноруч виготовив фальшивку у своїй штутгартській майстерні. Він у всьому зізнався і спробував виставити Хайдемана своїм співучасником, але журналіст не визнав свою провину. Однак суд, що тривав два роки, визнав їх обох винними і засудив Хайдемана до 4 років і восьми місяців в'язниці, а Куяу до 4 років і шести місяців.
Після в'язниці вже на законних правах Конрад Куяу продовжив займатися тим же. Куяу створив в Штутгарті магазин «Галерея підробок», де можна придбати виготовлені ним і його учнями полотна Рембрандта, Ренуара та Пікассо, нотні рукописи Бетховена, імператорські укази Наполеона, акварелі Адольфа Гітлера і багато іншого.

## У культурі
- За мотивами історії з підробкою та наступного скандалу було написано безліч книг-розслідувань.
- Кілька фільмів.
- Поява в «Сімпсонах».